# Чжу Юнган
Чжу Юнган (кит. 朱永钢; род. 2 мая 2000 года, Ханьдань, Хэбэй, Китай) — китайский спортсмен-паралимпиец, соревнующийся в сноуборде. Дважды бронзовый призёр зимних Паралимпийских игр 2022 года в Пекине.

## Биография
На зимних Паралимпийских играх 2022 в Пекине 7 марта Цзи Лицзя завоевал бронзовую медаль в сноуборд-кроссе (категория SB-UL). В большой финал соревнований по сноуборд-кроссу прошли только спортсмены из Китая: соперниками Чжу Юнгана были Цзи Лицзя, Ван Пэнъяо и Чжан Ици. 11 марта завоевал бронзу в слаломе, уступив французу Максиму Монтаджиони и соотечественнику Цзи Лицзя.